# Moncef Chargui
Moncef Chargui, né le 7 août 1958 à Tunis, est un joueur et entraîneur de football tunisien.
Il fait plusieurs apparitions avec l'équipe de Tunisie de football, dont un match de qualification pour la coupe du monde 1986. Il joue également la coupe du monde des moins de 20 ans en 1977.

## Carrière

### Carrière de joueur
- 1980-1986 : Club africain (Tunisie)

### Carrière d'entraîneur
- 2003 : Club africain (Tunisie)
- 2003-2004 : Étoile olympique La Goulette Kram (Tunisie)
- 2005-2006 : Jendouba Sports (Tunisie)
- 2007 : Al-Shabab Club (Bahreïn)
- 2007-2009 : Espérance sportive de Zarzis (Tunisie)
- depuis 2019 : Club olympique de Médenine (Tunisie)[2]

## Palmarès
- Championnat de Tunisie :
  - Vainqueur : 1979, 1980
- Supercoupe de Tunisie de football :
  - Vainqueur : 1979

## Sélections
- 26 matchs internationaux[1]